# Transgabonés
El Transgabonés es el ferrocarril de Gabón, compuesto de una única línea de 669 km que une Owendo, puerto minero situado en las afueras de Libreville, con Franceville, en el río Ogooué. Su nombre recuerda el de compañía aérea que le precedió, Transgabon.
Se trata de un ferrocarril con vocación minera y de transporte de mercancías, con el fin de asegurar el transporte de troncos de la selva y mineral de manganeso. Explotado en principio por un organismo estatal, el OCTRA (Oficina del ferrocarril gabonés), fue privatizado en 1999. Desde 2003, la sociedad de explotación es la compañía Comilog (Compagnie minière de l’Ogooué) a través de la Setrag (Société d'Exploitation du Transgabonais), del grupo ERAMET, empresa minera y metalúrgica francesa que explota el manganeso de Moanda, y su carácter es deficitario. El personal está formado por 1 300 operarios.
Esta línea, calificada de obra faraónica, está construida sobre suelos difíciles, lateríticos, localmente ricos en lutitas (roca sedimentaria muy fina y porosa), que provocan el hundimiento de los suelos y con ello la degradación de carreteras, pistas y vías férreas.

## Construcción
Este proyecto se inició por voluntad del presidente Omar Bongo para transportar el manganeso y el uranio de las minas de Moanda y Mounana, de la región de Franceville, con solo 900 km de carretera asfaltada, y para favorecer la explotación de las riquezas naturales (maderas tropicales del bosque ecuatorial, yacimientos mineros de manganeso, hierro, uranio…).
El coste total de la construcción fue en su época de unos 3700 millones de euros. Los trabajos se iniciaron en 1974 mediante un consorcio de 17 empresas europeas. En 1978 se inauguró el primer tramo entre Owendo y Ndjolé (183 km); el segundo tramo hasta Booué en 1983 (157 km); el tercero, hasta Lastourville, en 1986 (145 km), y el último hasta Franceville en 1986 (163 km).
Diez años después de su construcción, el primer tramo tuvo que ser objeto de importantes reparaciones en la travesía de los montes Ndjolé. En 2016, la Sociedad de Explotación del Transgabonés recibió una importante financiación para la modernización de la vía.

## La línea

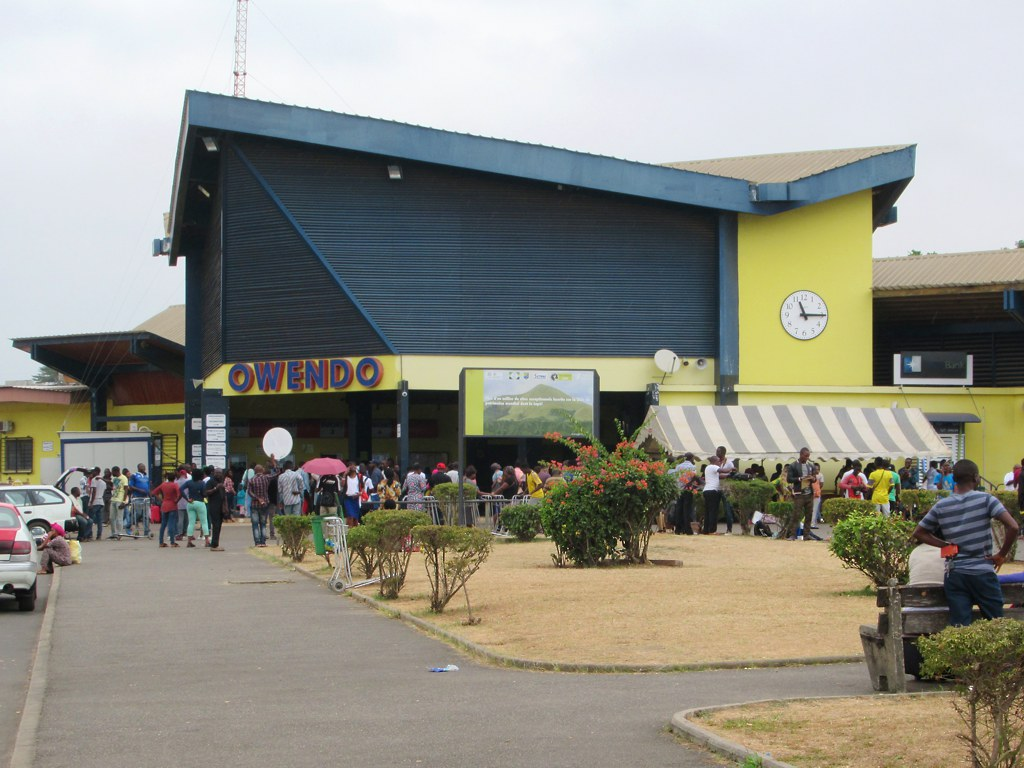
Estación ferroviaria de Owendo

Se trata de una línea de vía única con ancho estándar francés de 1435 mm, de una longitud de 669 km (por 814 km de vías). El trazado une Owendo con Franceville a través de 23 estaciones, todas idénticas, entre ellas Ndjolé, Booué, Lastourville y Moanda (mina de manganeso). Sigue esencialmente el curso el río Ogooué y se beneficia de un perfil bastante favorable, ya que las rampas no exceden el 0,8 %. El punto culminante de la línea se sitúa a 360 m de altitud.
La vía está formada por raíles de 51 kg/m sobre traviesas de madera (1667 traviesas por km). Es apta para recibir trenes de 19 000 t de peso total. La velocidad máxima es de 80 km/h para viajeros y de 60 km/h para mercancías. Dispone de dos centros de mando centralizados, situados en Owendo y Booué.
Se considera una ampliación de 237 km desde Booué para unir la línea con las minas de hierro de Belinga.

## El tráfico
En 2001, el transgabonés transportó unos 3 millones de toneladas de mercancías, entre ellas 1,7 millones de toneladas de manganeso, 0,97 millones de toneladas de troncos de madera y 280 000 viajeros. 
El parque se compone de 32 locomotoras diésel eléctricas (22 Alstom tipo BB 100 y 10 General Electric tipo CC 200), 29 locomotoras de maniobras de origen diverso y 23 dresinas, además de 23 coches de pasajeros, 3 vagones restaurante, 2 automotores Soulé, 420 vagones de mercancías destinados a troncos, contenedores… y numerosos vagones mineros, más 150 vehículos de servicio.
La cifra de negocios en 2001 fue de unos 38 millones de euros, con un déficit de unos 140 000 euros.

## Impacto ecológico
El primer impacto se debe al trazado, que produce una fragmentación del paisaje a través de ecosistemas diversos. Para construir la vía se han tenido que talar unas 9000 ha de bosque primario, pero el mayor daño se debe a la extracción de maderas duras de crecimiento lento en el corazón de la selva y sus sustitución por un bosque secundario. La vía conlleva la construcción de carreteras para la explotación del bosque, y la mejora y construcción de pistas de aterrizaje en diversos centros urbanos de acceso complicado.
También ha representado un cambio en la agricultura de subsistencia que se practica en el interior del país, que pasa poco a poco a ser exportadora y a utilizar productos químicos. La mayor explotación de las minas no llega todavía a un nivel de rentabilidad adecuado para la vía férrea.